# Peter and Gordon
Peter and Gordon, brittisk musikduo bildad 1963 i London bestående av Peter Asher och Gordon Waller. Tack vare att Asher var bror till Paul McCartneys dåvarande flickvän Jane Asher fick duon ofta förtur på flera oinspelade Beatles-melodier. 
Sin största hit fick de med debutsingeln "A World Without Love" 1964, skriven av Paul McCartney. Den toppade singellistorna i USA och Storbritannien. Även de två efterföljande singlarna "Nobody I Know" och "I Don't Want to See You Again" hade skrivits av McCartney. De skrev även en del egna låtar, men blev mest uppmärksammade för McCartneys låtar och sina nyinspelningar av redan existerande låtar.
Deras fjärde singel "I Go to Pieces" hade skrivits av Del Shannon och blev en amerikansk topp 10-hit, men i hemlandet nådde den inte singellistan alls. 1965 fick de framgång med Buddy Holly-låten "True Love Ways" som med en andra plats på UK Singles Chart blev deras näst största hit i hemlandet. Tidigt 1966 lanserade gruppen ytterligare en singel skriven av Paul McCartney, "Woman". McCartney använde sig dock av pseudonymen "B. Webb" för att på skoj se om låten kunde bli en hit utan hans namn, vilket den blev. Gruppens sista stora hitsingel både i Europa och USA var den vaudeville-inspirerade "Lady Godiva" som släpptes hösten 1966. Den nonsensartade låten "Knight in Rusty Armour" blev en mindre amerikansk hit 1967 men duons tid i rampljuset var nu snart över. 1968 upplöstes duon. Asher blev en framgångsrik producent för bland andra James Taylor.
I augusti 2005 återförenades Peter and Gordon för första gången på över trettio år och turnerade sedan flera gånger. Gordon Waller avled den 17 juli 2009 av en hjärtattack.

## Diskografi
Album
- Peter and Gordon (1964)
- A World Without Love (1964)
- I Don't Want To Be Around You Again (1965)
- I Go to Pieces (1965)
- True Love Ways (1965)
- Woman (1966)
- The Best of Peter and Gordon (1968) (samlingsalbum)
- Lady Godiva (1967)

Knight in Rusty Armour (1967)
Singlar (topp 100 på UK Singles Chart)
- A World Without Love / If I Were You (1964) (#1)
- Nobody I Know / You Don't Have To Tell Me (1964) (#10)
- True Love Ways / If You Wish (1965) (#2)
- To Know You Is To Love You / I Told You So (#1965) (#5)
- Baby I'm Yours / When The Black Of Your Eyes Turn To Grey (1965) (#19)
- Woman / Wrong From The Start (1966) (#28)
- Lady Godiva / Morning's Calling (1966) (#16)